# Перейменування вулиць Києва (1869)
Перейменува́ння ву́лиць у Ки́єві в 1869 році — масова зміна назв вулиць, провулків та площ Києва з метою впорядкування та уникнення їх повторення, що була проведена в 1869 році. Проєкт перейменувань було затверджено імператором Олександром II під час його перебування в Києві.

## Історія
У середині XIX століття територія Києва та кількість його населення істотно збільшилася. Якщо 1806 року в Києві нараховувалося 49 вулиць і 8 кварталів, то в середині століття — 127 вулиць, провулків та майданів. Населення міста зросло з 44,7 тис. у 1840 до 71,4 тис. осіб у 1865 році. Здійснюючи благоустрій вулиць, адміністрація міста зіткнулася з плутаниною та безладдям у міському господарстві: нумерація будинків була невпорядкована, деякі вулиці не мали назв, інші мали подвійні, або ніде не зафіксовані народні назви, у місті були вулиці та площі з однаковими назвами.
Київський генерал-губернатор І. І. Васильчиков, зазначав, що деякі вулиці у Києві набули назви, що не мають ніякого стосунку ані до розташування вулиць, ані до прилеглих до них значних будівель і взагалі до визначних стародавніх пам'ятників і новітніх подій. Тому він вимагав замінити такі назви більш відповідними.
Одночасно з найменуванням вулиць проводилась значна робота по впорядкуванню нумерації будинків, зазначенню назв вулиць. Однак мешканці та власники будівель не завжди подавали точні відомості про свої адреси, а садиби з часом переходили від одних власників до інших, тому виникала плутанина.
У 1854 році губернатор наказав міській думі зазначити всі існуючі назви вулиць та провулків міста на спеціальних табличках і прикріпити їх з правого боку кожної вулиці, а старі, зіпсовані таблички замінити на нові. Для цього міський землемір склав у 1855 року перший повний список (понад 160 назв) усіх вулиць та провулків міста. Проте діяльність ця скоро занепала і відновилася лише більш ніж через десять років.
У 1866 році губернатор М. К. Катаказі з метою «спрощення знаходження осіб, що перебувають у місті» наказав міській думі встановити таблички з назвами на тих вулицях та провулках, які їх не мають. Пропонувалося на кожен будинок прибити жерстяну табличку із зазначенням номера будинку. Таблички мали були дев'яти кольорів за числом шести міських частин та трьох кварталів — Куренівського, Лук'янівського та Звіринецького. Пропонувалося вести відлік будинків за частинами міста від центральних вулиць до околиць. При цьому парні номери потрібно було зазначати праворуч, а непарні — ліворуч вулиць та провулків.
На підставі цього наказу було складено новий детальний план міста, який був видрукуваний у 200 примірниках, запроваджено нову нумерацію вулиць, враховано кожну садибу з будівлями. Для нанесення на цей план нових, впорядкованих назв вулиць, губернський статистичний комітет 1866 року утворив «Комісію по перейменуванню вулиць, площ та провулків Києва».

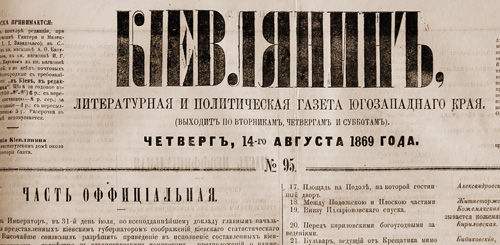
Газета «Кіевлянинъ», в якій 14 серпня 1869 року було опубліковано список площ, вулиць та провулків Києва, що отримали нову назву

На обговорення комісії були надані проєкти професора Імператорського університету св. Володимира О. П. Вальтера та редактора газети «Кіевскія губернскія вѣдомости» М. О. Чернишева. Однак у комісії виникли суперечки, і пізніше було утворено особливу комісію під головуванням віце-губернатора М. П. Гессе. Нарешті 11 липня 1869 року губернський статистичний комітет затвердив проєкт перейменування та найменування вулиць міста, запропонований дослідником Києва П. Г. Лебединцевим, із зауваженнями М. М. Сементовського, П. Д. Селецького, В. О. Караваєва, М. О. Чернишева, М. Х. Бунге, М. М. Балабухи та ін. Це рішення комітету набуло чинності невдовзі після затвердження його імператором Олександром II. Документ став першою спробою надати найменуванню та перейменуванню вулиць Києва певної системи з використанням географічних, історичних, топографічних ознак та народних назв. Назви отримали вулиці та площі, що їх не мали; деякі довгі вулиці було розділено; перейменовано деякі вулиці і майдани, що мали недоречні, подвійні та потрійні назви.
Центральні вулиці та площі міста було названо іменами царів, губернаторів, російських аристократів тощо: Царська, Дворцова площі, Бібіковський бульвар, Фундуклеївська, Левашовська, Безаківська, Єкатерининська, Ново-Єлизаветинська, Бухтєєвська вулиці. Частина вулиць тоді ж набула історичних назв: Ярославів Вал, Боричів узвіз, Предславинська, Рогнідинська, Несторівська, Дорогожицька, Петро-Могилянська, Ігорівський провулок та ін.
Було надано назви вулицям Лук'янівки, місцевостей Кожум'яки та Щекавиці, перейменовано деякі вулиці Печерська. Частину вулиць було названо за діючими або колись існуючими церквами, частину — за значними громадськими спорудами. Загалом було розділено, отримало нові назви та перейменовано близько ста вулиць, майданів та провулків.
Пропозиції комісії було надруковано у газеті «Паровозъ» 21 та 25 липня 1869 року. Остаточний перелік перейменувань, затверджений 31 липня імператором Олександром II, оприлюднили у газеті «Кіевлянинъ» 14 серпня того ж року.
Загалом за цим проєктом було розділено, перейменовано та отримало офіційні назви 97 вулиць, площ та провулків Києва.

## Список перейменованих вулиць, площ та провулків
| № п/п                                      | Місце розташування | Нова назва та її пояснення | Нова назва в оригінальній орфографії |
| ------------------------------------------ | --- | --- | ------------------------------------ |
| А. Площі                                   | | |                                      |
| 1                                          | Перед палацем, який будується | Дворцова | Дворцовая площадь                    |
| 2                                          | На Хрещатику, де розміщений фонтан «Іван» | Царська (Царя визволителя), у пам'ять про чудесне спасіння якого, що сталося 4 квітня 1866 року на цій площі споруджується каплиця і до неї прилучається Царський сад                                                                  | Царская (Царя освободителя) площадь  |
| 3                                          | На Хрещатику, де розміщений фонтан «Урод» | Хрещатицька, тому що вона знаходиться у центрі Хрещатика | Крещатицкая площадь                  |
| 4                                          | У кінці Хрещатика, де розміщений фонтан «Моряк» | Богдана Хмельницкого, якому передбачається поставити на цій площі пам'ятник, тому що він поклав початок возз'єднанню Південно-Західного краю з Московською державою                                                                    | Площадь Богдана Хмѣльницкаго         |
| 5                                          | Біля церкви св. Трійці | Либідська, тому що так поблизу її протікає річка Либідь і взагалі ця поліцейська частина міста має назву Либідська | Лыбедская площадь                    |
| 6                                          | Біля церкви св. Владимира | Новостроєнська, тому що місцевість навколо неї має назву Нова Забудова (Нове Строєніє) | Новостроенская площадь               |
| 7                                          | Перед університетом | Університетська | Университетская площадь              |
| 8                                          | Перед театром | Театральна | Театральная площадь                  |
| 9                                          | Біля Золотих воріт | Золотоворітська | Золотоворотская                      |
| 10                                         | Перед церквою Михайлівського монастиря | Михайлівська | Михайловская площадь                 |
| 11                                         | Перед Софійським собором | Софійська | Софіевская площадь                   |
| 12                                         | Біля Володимирського собору, який будується | Володимирська | Владимірская площадь                 |
| 13                                         | Біля Стрітенської церкви | Львівська, тому що тут у давнину була Львівська брама, з якої до цієї церкви був перенесений образ Божої матері всіх скорботних | Львовская площадь                    |
| 14                                         | Перед виїздом до Житомира | Галицька, тому що звідси починається шлях до Галичини, стародавнього надбання Русі та Києва | Галичская площадь                    |
| 15                                         | Площа біля старої житомирської поштової дороги | Лук'янівська, тому що ця місцевість має назву Лук'янівка | Лукьяновская площадь                 |
| 16                                         | За тюремним замком | Древлянська, по імені слов'янського племені древлян | Древлянская                          |
| 17                                         | Площа на Подолі, на якій розташовано гостиний двір | Олександрівська | Александровская площадь              |
| 18                                         | Між Подільською та Плоскою частиною | Житньоторзька | Житнеторжская площадь                |
| 19                                         | Внизу Ілларіонівського спуску | Кожум'яцька, тому що ця місцевість здавна називається Кожум'яки | Кожемякская площадь                  |
| 20                                         | Перед Кирилівськими богоугодними закладами | Кирилівська | Кириловская площадь                  |
| 21                                         | Бульвар, що веде від Хрещатика повз університет до виїзду на Житомир | Бібіковський, на честь знаного для міста державного діяча Д. Г. Бібікова, який саме й проклав цей бульвар | Бибиковскій бульваръ                 |
| Б. Вулиці, які не мають назв               | | |                                      |
| У Дворцовій частині                        | | |                                      |
| 1                                          | Провулок від будинку Денисова до будинку Мосолової, навпроти Дворцової площі | Кріпосний, тому що він знаходиться поблизу фортеці | Крѣпостной переулокъ                 |
| 2                                          | Провулок поблизу університетського спуску | Крутий спуск, тому що він з одного боку непроїжджий внаслідок крутизни схилу гори | Крутой спускъ                        |
| У Старокиївській частині                   | | |                                      |
| 3                                          | Між 2-ю гімназією та Володимирським собором, що будується | Гімназична | Гимназическая улица                  |
| 4                                          | З іншої сторони того ж собору | Несторівська, у пам'ять св. Нестора Літописця | Несторовская улица                   |
| У Либідській частині                       | | |                                      |
| 5                                          | Провулок біля васильківської застави поблизу садиби Чернишева | Либідський, від річки Либідь | Лыбедской переулокъ                  |
| У Подільській частині                      | | |                                      |
| 6                                          | Незначні провулки у місцевості Кожум'яки | Глибочицький | Глубочицкій переулокъ                |
| 7                                          | Незначні провулки у місцевості Кожум'яки | Малоглибочицький | Мало-глубочицкій переулокъ           |
| 8                                          | Незначні провулки у місцевості Кожум'яки | Кожум'якський | Кожемякскій переулокъ                |
| 9                                          | Незначні провулки у місцевості Кожум'яки | Глухий | Глухой переулокъ                     |
| 10                                         | Незначні провулки у місцевості Кожум'яки | Малодігтярний | Мало-дехтярный переулокъ             |
| 11                                         | Незначні провулки у місцевості Кожум'яки | Ремісничий | Ремесленный переулокъ                |
| 12                                         | Незначні провулки у місцевості Кожум'яки | Овчинний | Овчинный переулокъ                   |
| 13                                         | Незначні провулки у місцевості Кожум'яки | Воздвиженський | Воздвиженскій переулокъ              |
| 14                                         | Поблизу Покровської церкви | Покровський | Покровскій переулокъ                 |
| 15                                         | Від Спаської вулиці на Хореву повз Воскресенську церкву | Воскресенський | Воскресенскій переулокъ              |
| 16                                         | | Турівська, у пам'ять того, що поряд була Турівська божниця та протікає річка Турець | Туровская улица                      |
| У Плоскій частині                          | | |                                      |
| 17                                         | Провулки поблизу місцевості Щекавика | Кладовищенський | Кладбищенскій                        |
| 18                                         | Провулки поблизу місцевості Щекавика | Прорізний | Прорѣзной переулокъ                  |
| 19                                         | Провулки поблизу місцевості Щекавика | Новий | Новый переулокъ                      |
| 20                                         | Вулиця на краю міста | Малокирилівська | Мало-кириловская улица               |
| У передмісті Лук'янівка                    | | |                                      |
| 21                                         | Тут заплановано облаштувати декілька кварталів для забудови, запроєктовані вулиці ще не названі, тому набувають назви за місцевостями, де розташовані, або за містами та містечками поблизу чи у напрямку цих місцевостей | Бердичівська | Бердичевская                         |
| 22                                         | Тут заплановано облаштувати декілька кварталів для забудови, запроєктовані вулиці ще не названі, тому набувають назви за місцевостями, де розташовані, або за містами та містечками поблизу чи у напрямку цих місцевостей | Малодорогожицька | Мало-дорогожицкая улица              |
| 23                                         | Тут заплановано облаштувати декілька кварталів для забудови, запроєктовані вулиці ще не названі, тому набувають назви за місцевостями, де розташовані, або за містами та містечками поблизу чи у напрямку цих місцевостей | Малоюрківська | Мало-юрковская улица                 |
| 24                                         | Тут заплановано облаштувати декілька кварталів для забудови, запроєктовані вулиці ще не названі, тому набувають назви за місцевостями, де розташовані, або за містами та містечками поблизу чи у напрямку цих місцевостей | Овруцька | Овручская улица                      |
| 25                                         | Тут заплановано облаштувати декілька кварталів для забудови, запроєктовані вулиці ще не названі, тому набувають назви за місцевостями, де розташовані, або за містами та містечками поблизу чи у напрямку цих місцевостей | Макарівська | Макаровская улица                    |
| 26                                         | Тут заплановано облаштувати декілька кварталів для забудови, запроєктовані вулиці ще не названі, тому набувають назви за місцевостями, де розташовані, або за містами та містечками поблизу чи у напрямку цих місцевостей | Білогородська | Бѣлогородская улица                  |
| 27                                         | Тут заплановано облаштувати декілька кварталів для забудови, запроєктовані вулиці ще не названі, тому набувають назви за місцевостями, де розташовані, або за містами та містечками поблизу чи у напрямку цих місцевостей | Лагерна | Лагерная улица                       |
| 28                                         | Тут заплановано облаштувати декілька кварталів для забудови, запроєктовані вулиці ще не названі, тому набувають назви за місцевостями, де розташовані, або за містами та містечками поблизу чи у напрямку цих місцевостей | Тюремна | Тюремная улица                       |
| 29                                         | Тут заплановано облаштувати декілька кварталів для забудови, запроєктовані вулиці ще не названі, тому набувають назви за місцевостями, де розташовані, або за містами та містечками поблизу чи у напрямку цих місцевостей | Радомишльська | Радомысльская улица                  |
| 30                                         | Тут заплановано облаштувати декілька кварталів для забудови, запроєктовані вулиці ще не названі, тому набувають назви за місцевостями, де розташовані, або за містами та містечками поблизу чи у напрямку цих місцевостей | Коростишівська | Коростышевская улица                 |
| 31                                         | Тут заплановано облаштувати декілька кварталів для забудови, запроєктовані вулиці ще не названі, тому набувають назви за місцевостями, де розташовані, або за містами та містечками поблизу чи у напрямку цих місцевостей | Брусилівська | Брусиловская улица                   |
| 32                                         | Тут заплановано облаштувати декілька кварталів для забудови, запроєктовані вулиці ще не названі, тому набувають назви за місцевостями, де розташовані, або за містами та містечками поблизу чи у напрямку цих місцевостей | Ясногородська | Ясногородская улица                  |
| 33                                         | Тут заплановано облаштувати декілька кварталів для забудови, запроєктовані вулиці ще не названі, тому набувають назви за місцевостями, де розташовані, або за містами та містечками поблизу чи у напрямку цих місцевостей | Польовий провулок | Полевой переулокъ                    |
| 34                                         | Тут заплановано облаштувати декілька кварталів для забудови, запроєктовані вулиці ще не названі, тому набувають назви за місцевостями, де розташовані, або за містами та містечками поблизу чи у напрямку цих місцевостей | Загородня мала | Загородная малая улица               |
| 35                                         | Тут заплановано облаштувати декілька кварталів для забудови, запроєктовані вулиці ще не названі, тому набувають назви за місцевостями, де розташовані, або за містами та містечками поблизу чи у напрямку цих місцевостей | Загородня середня | Загородная средняя улица             |
| 36                                         | Тут заплановано облаштувати декілька кварталів для забудови, запроєктовані вулиці ще не названі, тому набувають назви за місцевостями, де розташовані, або за містами та містечками поблизу чи у напрямку цих місцевостей | Загородня велика | Загородная большая улица             |
| 37                                         | Тут заплановано облаштувати декілька кварталів для забудови, запроєктовані вулиці ще не названі, тому набувають назви за місцевостями, де розташовані, або за містами та містечками поблизу чи у напрямку цих місцевостей | Дачна | Дачная улица                         |
| 38                                         | Тут заплановано облаштувати декілька кварталів для забудови, запроєктовані вулиці ще не названі, тому набувають назви за місцевостями, де розташовані, або за містами та містечками поблизу чи у напрямку цих місцевостей | Підгірна | Подгорная улица                      |
| 39                                         | Тут заплановано облаштувати декілька кварталів для забудови, запроєктовані вулиці ще не названі, тому набувають назви за місцевостями, де розташовані, або за містами та містечками поблизу чи у напрямку цих місцевостей | Печенізька | Печенежская улица                    |
| 40                                         | Тут заплановано облаштувати декілька кварталів для забудови, запроєктовані вулиці ще не названі, тому набувають назви за місцевостями, де розташовані, або за містами та містечками поблизу чи у напрямку цих місцевостей | Підлісна | Подлѣсная улица                      |
| В. Вулиці довгі, які передбачено розділити | | |                                      |
| 1                                          | Частина Володимирської вулиці від присутствених місць до Андріївського спуску | Десятинна. Володимирська вулиця має дуже велику протяжність і в народі тут її не називають Володимирською, а в цій місцевості знаходиться Десятинна церква                                                                             | Десятинная улица                     |
| 2                                          | Частина Володимирської від Шулявської вулиці до річки Либідь | Нижньоволодимирська | Нижно-владимірская улица             |
| 3                                          | Частина Житомирської вулиці від Львівської до Лук'янівської площі | Львівська | Львовская улица                      |
| 4                                          | Частина цієї ж вулиці від Лук'янівської площі праворуч від старої поштової житомирської вулиці | Дорогожицька. Місцевість ця у давнину мала назву Дорогожич і тут були укріплення, рештки яких збереглися й понині | Дорогожицкая улица                   |
| Г. Вулиці, визначені до перейменування     | | |                                      |
| У Дворцовій частині                        | | |                                      |
| 1                                          | Виноградна, мало відома під цією назвою | Єлизаветинська, у пам'ять Імператриці Єлизавета, під час царювання якої побудовано на цій вулиці кловський палац, де нині жіноче духовне училище                                                                                       | Елисаветская улица                   |
| 2                                          | Еспланадна, на відміну від Еспланадної на Печерську | Виноградна: з одного боку цієї вулиці раніше були виноградні сади | Виноградная улица                    |
| 3                                          | Липська вулиця, мало відома під цією назвою | Катерининська, у пам'ять Імператриці Катерини II, під час царювання якої розплановано Липки | Екатерининская улица                 |
| 4                                          | Шовковична вулиця | Левашовська, вона й нині так називається у народі, на честь колишнього генерал-губернатора Левашова, при якому облаштовано місцевість Липки                                                                                            | Левашовская улица                    |
| 5                                          | Підсадний провулок, що йде від Інститутської вулиці до Царского саду | Садовий | Садовый переулокъ                    |
| У Старокиївській частині                   | | |                                      |
| 6                                          | Кадетська, де зовсім немає кадетського корпусу | Фундуклеївська, на честь колишнього київського губернатора І. Фундуклея, що заснував на цій вулиці жіночу гимназію та пожертвував для цього свої будинки                                                                               | Фундуклеевская улица                 |
| 7                                          | Єлизаветинська | Новоєлизаветинська, на відміну від Єлизаветинської у Липках | Ново-елисаветская улица              |
| 8                                          | Лікарняна, мало відома під цією назвою, де немає ніякої лікарні, але проходить біля анатомічного театру | Пироговська: на честь відомого педагога і анатома, колишнього попечителя київського навчального округу М. І. Пирогова | Пироговская улица                    |
| 9                                          | Підвальна, що йде від Золотих воріт у бік Бульварно-Кудрявскої вулиці | Ярославів вал, який тут існував до прокладання цієї вулиці та залишки його і нині ще можна побачити | Улица Ярославовъ валъ                |
| 10                                         | Загородня біля Кадетского шосе, цю назву вже має інша вулиця | Золотоустівська, тому що прилягає до площі, на якій будується церква св. Іоанна Златоуста | Златоустовская улица                 |
| У Либідській частині                       | | |                                      |
| 11                                         | Мала Васильківська (є інша вулиця з такою ж назвою) | Предславинська, у пам'ять села Предславина, розташованого понад Либіддю, де жила Рогніда, одна з дружин Володимира | Предславинская улица                 |
| 12                                         | Еспланадна, тому що є Еспланадна вулиця на Печерську | Прозорівська: вона йде нижче від Прозорівської башти | Прозоровская улица                   |
| 13                                         | Володимирська, тому що у Старокиївській частині вже є вулиця з такою ж назвою | Либідсько-Володимирська | Лыбедско-владимірская улица          |
| 14                                         | Бульйонська, на відміну від іншої з такою ж назвою | Рогнідинська | Рогнѣдинская улица                   |
| 15                                         | Микільська, на відміну від вулиці з такою ж назвою на Печерську | Ботанічна: вона прилягає до ботанічного саду | Ботаническая улица                   |
| 16                                         | Вулиця, що веде до вокзалу києво-балтської залізниці, та частина якої має назву Ігнатіївська | Безаківська, на честь генерал-ад'ютанта О. П. Безака, клопотанням якого Київ отримав зазначену залізницю | Безаковская улица                    |
| У Подільській частині                      | | |                                      |
| 17                                         | Володимирська вулиця, тому що у місті вже є декілька вулиць з такою назвою | Братська, бо вона виводить до братського монастиря | Братская улица                       |
| 18                                         | Трьохсвятительська вулиця за церквою Різдва; мало відома під цією назвою | Боричів узвіз, яким вона була у давнину та по якому Перун був скинутий у Дніпро | Борічевъ взвозъ                      |
| 19                                         | Провулок Михайлівський, тому що у старому місті вже є Михайлівський провулок | Ігорівский, у пам'ять Великаго Князя Ігоря | Игоревскій переулокъ                 |
| 20                                         | Микільська, тому що вже є вулиця з такою ж назвою | Набережно-Микільська: вона веде до набережної понад Дніпром | Набережно-Николаевская улица         |
| 21                                         | Провулок Боричів тік, на відміну від вулиці такої ж назви | Базарний провулок | Базарный переулокъ                   |
| У Плоскій частині                          | | |                                      |
| 22                                         | Загородня Лук'янівська, тому що вже є назви Лук'янівська та Загородня вулиці | Половецька | Половецкая улица                     |
| 23                                         | Поховальна вулиця на Щекавиці | Олегівська | Олеговская улица                     |
| 24                                         | Плоська, яка веде до Кирилівських богоугодних закладів | Кирилівська | Кириловская улица                    |
| 25                                         | Кирилівська вулиця біля церкви Царя Костянтина | Костянтинівська | Константиновская улица               |
| 26                                         | Костянтинівська | Межигірська, тому що не проходить біля церкви Царя Костянтина, а веде у Межигір'я, відоме з давнини | Межигорская                          |
| 27                                         | Лук'янівська вулиця, для відмінності від іншої вулиці цієї назви | Лук'янівський провулок | Лукьяновскій переулокъ               |
| 28                                         | Загородня, тому що є Загородня в інший частині | Тупталівська, на честь батька св. Димитрія Ростовського Сави Туптало, сотника війська малоросійського, колишнього ктитора Кирилівського монастиря, де він і похований                                                                  | Тупталовская улица                   |
| У Печерській частині                       | | |                                      |
| 29                                         | Гейсівська | Левандовська, на честь відомого київського проповідника протоієрея Леванди, який жив на Печерську | Левандовская улица                   |
| 30                                         | Німецька | Бухтєєвская, на честь колишнього міського голови А. М. Бухтєєва, який мав у Києві загальну повагу | Бухтѣевская улица                    |
| 31                                         | Аптечна | Петро-Могилянська, у пам'ять славетного київського митрополита Петра Могили | Петро-Могилинская улица              |
| 32                                         | Ааронівський провулок | Іпсилантіївский, на честь князя Іпсіланті, який оселився у Києві та відзначився різними богоугодними справами, пам'ятними киянам; до того ж і будинок, що належав князю Іпсіланті, в якому він жив, знаходиться поблизу цього провулка | Ипсилантьевскій переулокъ            |